# Канівщина (селище)
Ка́нівщина — селище в Україні, у Золотоніському районі Черкаської області, підпорядковане Вознесенській сільській громаді. Населення — 218 мешканців.

## Розташування
Село розташоване на північний схід від райцентру — міста Золотоноша та за 1,5 км від залізничного зупинного пункту Привітне, де курсують приміські поїзди сполученням Гребінка — Шевченка (через Золотоношу, Черкаси).